# Deens voetbalelftal in 1990
Het Deens voetbalelftal speelde elf officiële interlands in het jaar 1990, waaronder drie duels in de kwalificatiereeks voor het EK voetbal 1992 in Zweden. De selectie stond onder leiding van de Duitse bondscoach Sepp Piontek, die afzwaaide na het duel tegen Turkije op 11 april en werd opgevolgd door Richard Møller Nielsen.

## Balans
| Wedstrijden | Wedstrijden | Wedstrijden | Wedstrijden | Doelpunten | Doelpunten | Doelpunten | Punten |
| Gespeeld    | Winst       | Gelijk      | Verlies     | Voor       | Tegen      | Saldo      | Punten |
| ----------- | ----------- | ----------- | ----------- | ---------- | ---------- | ---------- | ------ |
| 11          | 5           | 3           | 3           | 11         | 8          | +3         | 1.182  |

## Interlands
|                                                       |                           |       |                        |                                                                                          |
| 5 februari Vriendschappelijk № 537 «onderlinge duels» | V.A.E.                    | 1 – 1 | Denemarken             | Al Maktoum Stadium, Dubai Toeschouwers: 3.000 Scheidsrechter: Salem Binhazim Saeed (UAE) |
| 5 februari Vriendschappelijk № 537 «onderlinge duels» | Khalid Ismail Mubarak 78' |       | 36' (pen.) John Larsen | Al Maktoum Stadium, Dubai Toeschouwers: 3.000 Scheidsrechter: Salem Binhazim Saeed (UAE) |

|                                                        |        |       |            |                                                                            |
| 14 februari Vriendschappelijk № 538 «onderlinge duels» | Egypte | 0 – 0 | Denemarken | Cairo Stadium, Caïro Toeschouwers: 30.000 Scheidsrechter: Brian Hill (ENG) |
| 14 februari Vriendschappelijk № 538 «onderlinge duels» |        |       |            | Cairo Stadium, Caïro Toeschouwers: 30.000 Scheidsrechter: Brian Hill (ENG) |

|                                                     |                   |       |         |                                                                                           |
| 11 april Vriendschappelijk № 539 «onderlinge duels» | Denemarken        | 1 – 0 | Turkije | Idrætsparken, Kopenhagen Toeschouwers: 12.100 Scheidsrechter: Marcel Van Langenhove (BEL) |
| 11 april Vriendschappelijk № 539 «onderlinge duels» | Lars Jakobsen 47' |       |         | Idrætsparken, Kopenhagen Toeschouwers: 12.100 Scheidsrechter: Marcel Van Langenhove (BEL) |

|                                                   |                  |       |            |                                                                                    |
| 15 mei Vriendschappelijk № 540 «onderlinge duels» | Engeland         | 1 – 0 | Denemarken | Wembley Stadium, Londen Toeschouwers: 27.643 Scheidsrechter: James McCluskey (SCO) |
| 15 mei Vriendschappelijk № 540 «onderlinge duels» | Gary Lineker 55' |       |            | Wembley Stadium, Londen Toeschouwers: 27.643 Scheidsrechter: James McCluskey (SCO) |

|                                                   |                 |       |            |                                                                                    |
| 30 mei Vriendschappelijk № 541 «onderlinge duels» | West-Duitsland  | 1 – 0 | Denemarken | Parkstadion, Gelsenkirchen Toeschouwers: 42.000 Scheidsrechter: Neil Midgley (ENG) |
| 30 mei Vriendschappelijk № 541 «onderlinge duels» | Rudi Völler 35' |       |            | Parkstadion, Gelsenkirchen Toeschouwers: 42.000 Scheidsrechter: Neil Midgley (ENG) |

|                                                   |                          |       |                                          |                                                                                   |
| 6 juni Vriendschappelijk № 542 «onderlinge duels» | Noorwegen                | 1 – 2 | Denemarken                               | Lerkendal Stadion, Trondheim Toeschouwers: 8.035 Scheidsrechter: Bo Persson (SWE) |
| 6 juni Vriendschappelijk № 542 «onderlinge duels» | Jørn Andersen 87' (pen.) |       | 15' Flemming Povlsen 32' Michael Laudrup | Lerkendal Stadion, Trondheim Toeschouwers: 8.035 Scheidsrechter: Bo Persson (SWE) |

|                                                        |        |                      |            |                                                                                     |
| 5 september Vriendschappelijk № 543 «onderlinge duels» | Zweden | 0 – 1                | Denemarken | Arosvallen Stadion, Västerås Toeschouwers: 9.034 Scheidsrechter: Douglas Hope (SCO) |
| 5 september Vriendschappelijk № 543 «onderlinge duels» |        | 85' Bent Christensen |            | Arosvallen Stadion, Västerås Toeschouwers: 9.034 Scheidsrechter: Douglas Hope (SCO) |

|                                                         |                   |       |       |                                                                              |
| 11 september Vriendschappelijk № 544 «onderlinge duels» | Denemarken        | 1 – 0 | Wales | Idrætsparken, Kopenhagen Toeschouwers: 8.700 Scheidsrechter: Esa Palsi (FIN) |
| 11 september Vriendschappelijk № 544 «onderlinge duels» | Brian Laudrup 64' |       |       | Idrætsparken, Kopenhagen Toeschouwers: 8.700 Scheidsrechter: Esa Palsi (FIN) |

|                                                               |                                                                              |       |                   |                                                                                          |
| 10 oktober EK-kwalificatie № 545 «onderlinge duels» 19:30 uur | Denemarken                                                                   | 4 – 1 | Faeröer           | Idrætsparken, Kopenhagen Toeschouwers: 38.563 Scheidsrechter: Guðmundur Haraldsson (ISL) |
| 10 oktober EK-kwalificatie № 545 «onderlinge duels» 19:30 uur | Michael Laudrup 8' Lars Elstrup 37' Michael Laudrup 48' Flemming Povlsen 89' |       | 21' Allan Mørkøre | Idrætsparken, Kopenhagen Toeschouwers: 38.563 Scheidsrechter: Guðmundur Haraldsson (ISL) |

|                                                               |                  |       |                        |                                                                                |
| 17 oktober EK-kwalificatie № 546 «onderlinge duels» 20:00 uur | Noord-Ierland    | 1 – 1 | Denemarken             | Windsor Park, Belfast Toeschouwers: 9.079 Scheidsrechter: Roger Philippi (LUX) |
| 17 oktober EK-kwalificatie № 546 «onderlinge duels» 20:00 uur | Colin Clarke 58' |       | 11' (pen.) Jan Bartram | Windsor Park, Belfast Toeschouwers: 9.079 Scheidsrechter: Roger Philippi (LUX) |

|                                                                |            |                                        |             |                                                                                  |
| 14 november EK-kwalificatie № 547 «onderlinge duels» 19:30 uur | Denemarken | 0 – 2                                  | Joegoslavië | Idrætsparken, Kopenhagen Toeschouwers: 39.700 Scheidsrechter: Neil Midgley (ENG) |
| 14 november EK-kwalificatie № 547 «onderlinge duels» 19:30 uur |            | 77' Mehmed Baždarević 84' Robert Jarni |             | Idrætsparken, Kopenhagen Toeschouwers: 39.700 Scheidsrechter: Neil Midgley (ENG) |

## Statistieken
| Peter Schmeichel    | 1963-11-18 | Brøndby IF          | 10 | 0 | 0 |    |   |
| Troels Rasmussen    | 1961-04-07 | Aarhus GF           | 1  | 0 | 0 |    |   |
| Verdediging         |            |                     |    |   |   |    |   |
| Lars Olsen          | 1961-02-02 | Brøndby IF          | 10 | 0 | 0 |    |   |
| John Sivebæk        | 1961-10-25 | AS Saint-Étienne    | 8  | 0 | 0 |    |   |
| Kent Nielsen        | 1961-12-28 | Aston Villa         | 7  | 0 | 0 |    |   |
| John Larsen         | 1962-05-25 | Vejle BK            | 5  | 1 | 1 |    |   |
| Henrik Andersen     | 1965-05-07 | 1. FC Köln          | 5  | 0 | 0 |    |   |
| Jan Heintze         | 1963-08-17 | PSV Eindhoven       | 4  | 0 | 0 |    |   |
| Jakob Friis-Hansen  | 1967-03-06 | Lille OSC           | 1  | 0 | 0 | 1  | 0 |
| Marc Rieper         | 1968-06-05 | Aarhus GF           | 1  | 0 | 0 |    |   |
| Brian Skaarup       | 1963-03-28 | Silkeborg IF        | 0  | 1 | 0 |    |   |
| Middenveld          |            |                     |    |   |   |    |   |
| Kim Vilfort         | 1962-11-15 | Brøndby IF          | 9  | 1 | 0 |    |   |
| Michael Laudrup     | 1964-06-15 | FC Barcelona        | 6  | 0 | 3 |    |   |
| Jan Bartram         | 1962-03-06 | Bayer Uerdingen     | 6  | 0 | 1 |    |   |
| Morten Bruun        | 1965-06-28 | Silkeborg IF        | 5  | 1 | 0 | 6  | 0 |
| John Jensen         | 1965-05-03 | Brøndby IF          | 4  | 1 | 0 |    |   |
| Johnny A. Hansen    | 1966-07-11 | Odense BK           | 4  | 0 | 0 |    |   |
| John Helt           | 1959-12-29 | Lyngby BK           | 3  | 1 | 0 | 27 | 0 |
| Henrik Risom        | 1968-07-24 | Vejle BK            | 3  | 1 | 0 |    |   |
| Henrik Larsen       | 1966-05-17 | Pisa                | 2  | 0 | 0 |    |   |
| Jesper Olsen        | 1961-03-20 | Stade Malherbe Caen | 1  | 1 | 0 |    |   |
| Jan Mølby           | 1963-07-04 | Liverpool           | 1  | 1 | 0 |    |   |
| Johnny Mølby        | 1969-02-04 | Vejle BK            | 1  | 1 | 0 |    |   |
| Per Frandsen        | 1970-02-06 | Lille OSC           | 0  | 2 | 0 |    |   |
| Keld Bordinggaard   | 1962-11-23 | Vejle BK            | 0  | 1 | 0 |    |   |
| Jørgen Juul Jensen  | 1965-11-17 | Boldklubben 1903    | 0  | 1 | 0 | 1  | 0 |
| Brian Steen Nielsen | 1968-12-28 | Vejle BK            | 0  | 1 | 0 | 1  | 0 |
| Erik Rasmussen      | 1960-12-24 | Brøndby IF          | 0  | 1 | 0 |    |   |
| Jacob Svinggaard    | 1967-09-27 | Vejle BK            | 0  | 1 | 0 | 1  | 0 |
| Aanval              |            |                     |    |   |   |    |   |
| Flemming Povlsen    | 1966-12-03 | Borussia Dortmund   | 7  | 0 | 2 |    |   |
| Bent Christensen    | 1967-01-04 | Brøndby IF          | 6  | 0 | 1 | 11 | 1 |
| Brian Laudrup       | 1969-02-22 | Bayern München      | 5  | 0 | 1 |    |   |
| Lars Jakobsen       | 1961-11-04 | Odense BK           | 3  | 1 | 1 | 4  | 1 |
| Lars Elstrup        | 1963-03-24 | Luton Town          | 1  | 2 | 1 |    |   |
| Miklos Molnar       | 1970-04-10 | Standard Luik       | 1  | 0 | 0 |    |   |
| Claus Nielsen       | 1964-01-13 | FC Twente           | 1  | 0 | 0 |    |   |
| Brian Rasmussen     | 1967-01-05 | Vejle BK            | 0  | 2 | 0 |    |   |
| Søren Lyng          | 1966-07-08 | Frem Kopenhagen     | 0  | 1 | 0 |    |   |